# Aziatische PGA Tour 2010
De Aziatische PGA Tour 2010 was het 16de seizoen van de Aziatische PGA Tour, sinds 1995. Het seizoen begon met de Asian Tour International, in februari, en eindigde met de Black Mountain Masters, in december. Er stonden 22 golftoernooien op de kalender.

## Kalender
| Data  | Data  | Toernooi                                 | Land        | Winnaar                   | Score | Score | Info                                          |
| ----- | ----- | ---------------------------------------- | ----------- | ------------------------- | ----- | ----- | --------------------------------------------- |
| 04-02 | 07-02 | Asian Tour International                 | Thailand    | Gaganjeet Bhullar         | 277   | –11   |                                               |
| 11-02 | 14-02 | Avantha Masters                          | India       | Andrew Dodt               | 274   | –14   | Verslag                                       |
| 04-03 | 07-03 | Maybank Malaysian Open                   | Maleisië    | Seung-yul Noh             | 274   | –14   | Verslag                                       |
| 30-03 | 02-04 | SAIL Open                                | India       | Rikard Karlberg           | 268   | –20   |                                               |
| 08-04 | 11-04 | Air Bagan Myanmar Open                   | Myanmar     | Tetsuji Hiratsuka         | 264   | –24   |                                               |
| 22-04 | 25-04 | Ballantine's Championship                | Zuid-Korea  | Marcus Fraser             | 204   | –12   | Verslag                                       |
| 17-06 | 20-06 | Queen's Cup                              | Thailand    | Tetsuji Hiratsuka         | 273   | –11   |                                               |
| 29-07 | 01-08 | Brunei Open                              | Brunei      | Mohd Siddikur po          | 268   | –16   |                                               |
| 04-08 | 07-08 | Worldwide Holdings Selangor Masters      | Maleisië    | Angelo Que po             | 278   | –6    |                                               |
| 02-09 | 05-09 | Omega European Masters                   | Zwitserland | Miguel Angel Jiménez      | 263   | –21   | Verslag                                       |
| 09-09 | 12-09 | Handa Singapore Classic                  | Singapore   | Peter Karmis              | 267   | –21   |                                               |
| 16-09 | 19-09 | Yeangder Tournament Players Championship | Taiwan      | Thaworn Wiratchant        | 206   | –10   | Nieuw toernooi 54-holes (weersomstandigheden) |
| 23-09 | 26-09 | Asia-Pacific Panasonic Open              | Japan       | Brendan Jones             | 207   | –6    | 54-holes (weersomstandigheden)                |
| 30-09 | 03-10 | Mercuries Taiwan Masters                 | Taiwan      | Pariya Junhasavasdikul po | 286   | –2    |                                               |
| 14-10 | 17-10 | Iskandar Johor Open                      | Maleisië    | Padraig Harrington        | 268   | –20   |                                               |
| 28-10 | 31-10 | CIMB Asia Pacific Classic                | Maleisië    | Ben Crane                 | 266   | –18   | Nieuw toernooi                                |
| 11-11 | 14-11 | Barclays Singapore Open                  | Singapore   | Adam Scott                | 267   | –17   | Verslag                                       |
| 18-11 | 21-11 | Hong Kong Open                           | Hongkong    | Ian Poulter               | 258   | –22   | Verslag                                       |
| 25-11 | 28-11 | King's Cup                               | Thailand    | Udorn Duangdecha          | 276   | –12   |                                               |
| 02-12 | 05-12 | Hero Honda Indian Open                   | India       | Rikard Karlberg           | 277   | –11   |                                               |
| 09-12 | 12-12 | Johnnie Walker Cambodian Open            | Cambodja    | Thongchai Jaidee          | 267   | –21   |                                               |
| 16-12 | 19-12 | Black Mountain Masters                   | Thailand    | Tetsuji Hiratsuka po      | 274   | –14   |                                               |

| po = winnaar na play-off |

2010 ·
2011 ·
2012 ·
2013 ·
2014 ·
2015